# پال مارکو
پال مارکو (انگلیسی: Paul Marco؛ ۱۰ ژوئن ۱۹۲۷ – ۱۴ مهٔ ۲۰۰۶) یک هنرپیشه اهل ایالات متحده آمریکا بود.
از فیلم‌ها یا برنامه‌های تلویزیونی که وی در آن نقش داشته است می‌توان به عروس هیولا اشاره کرد.